# Viikusjärvi, Lappland
Viikusjärvi är en sjö i Kiruna kommun i Lappland och ingår i Torneälvens huvudavrinningsområde. Sjön är 27 meter djup, har en yta på 0,759 kvadratkilometer och befinner sig 369,3 meter över havet. Viikusjärvi ligger i Torne och Kalix älvsystem Natura 2000-område. Sjön avvattnas av vattendraget Majavajoki.

## Delavrinningsområde
Viikusjärvi ingår i det delavrinningsområde (755850-177556) som SMHI kallar för Utloppet av Viikusjärvi. Medelhöjden är 403 meter över havet och ytan är 12,27 kvadratkilometer. Det finns ett avrinningsområde uppströms, och räknas det in blir den ackumulerade arean 64,47 kvadratkilometer. Majavajoki som avvattnar avrinningsområdet har biflödesordning 4, vilket innebär att vattnet flödar genom totalt 4 vattendrag innan det når havet efter 352 kilometer. Avrinningsområdet består mestadels av skog (66 procent) och sankmarker (25 procent). Avrinningsområdet har 0,98 kvadratkilometer vattenytor vilket ger det en sjöprocent på 8 procent.